# Década de 1580
Séculos: Século XV - Século XVI - Século XVII
Décadas: 1550 1560 1570 - 1580 - 1590 1600 1610
Anos: 1580 - 1581 - 1582 - 1583 - 1584 - 1585 - 1586 - 1587 - 1588 - 1589